# Серлс
Серлс (англ. Searles Lake, Borax Lake) — это бессточное солёное озеро в пустыне Мохаве в США. Оно расположено на северо-западе округа Сан-Бернардино, Калифорния. Площадь озера составляет 654,43 км², площадь водосбора — 1600 км².
На западном берегу озера расположен посёлок Трона, где находится компания Searles Valley Minerals, добывающая минералы из озера. Площадь эвапоритового бассейна, откуда ежегодно добывается 1,7 миллиона тонн полезных ископаемых, составляет примерно 19 км в длину и 13 км в ширину. Озеро Серлс ограничено горами Аргус и Slate Mountains. Оно названо в честь братьев Джона и Денниса Серлс, нашедших там буру.

## Геология

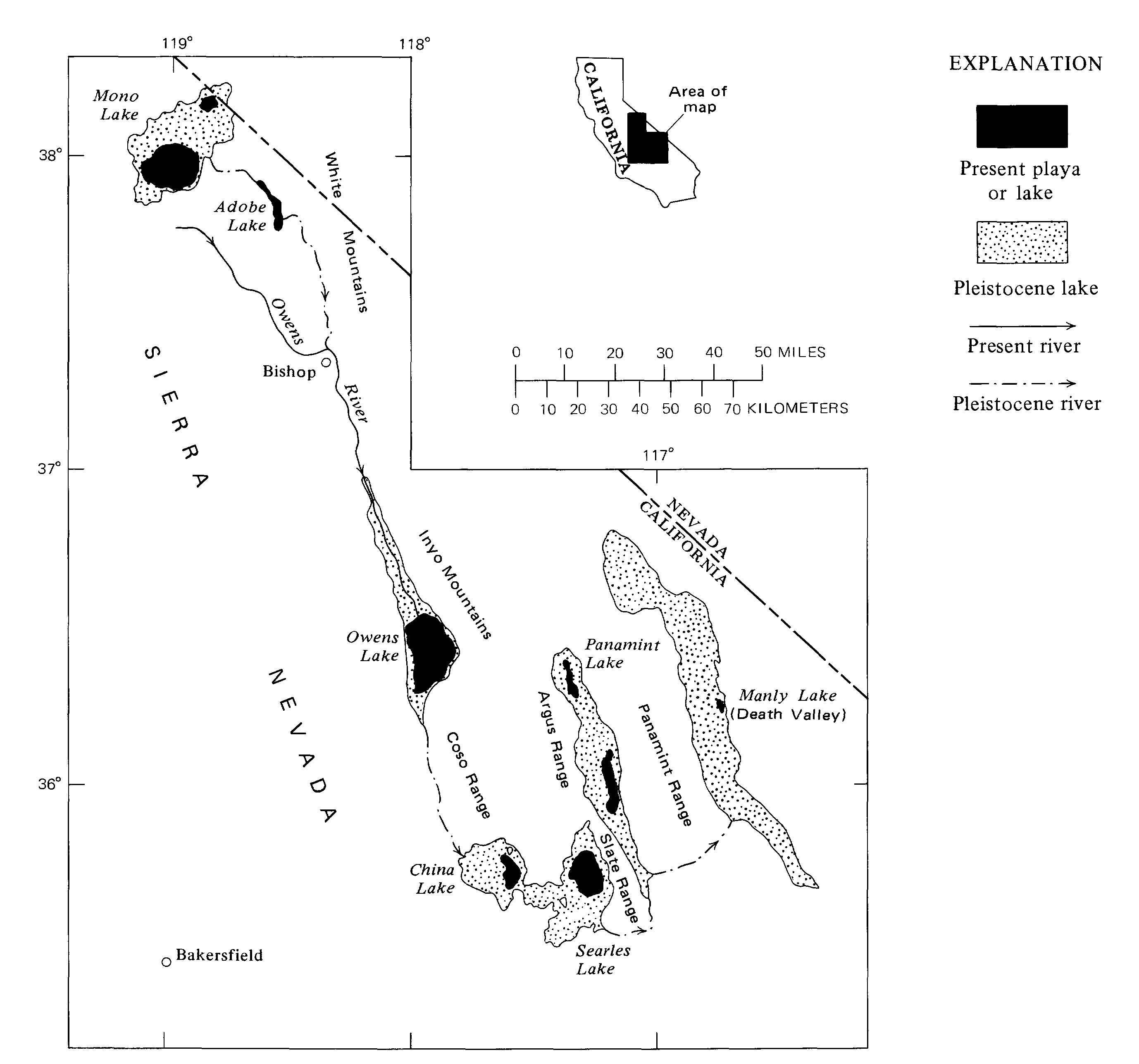
Карта связанных между собой в прошлом плейстоценовых озер в восточной Калифорнии (USGS)

Стратиграфические данные озера Серлс показывают, что когда-то оно было заполнено солоноватой водой глубиной до 200 м. Колебания уровня озера происходили во время наступления и отступления ледников в хребте Сьерра-Невада. За последние 150 000 лет произошло 30 крупных изменений уровня озера, представленных последовательностью соляных и грязевых пластов. Осаждение минералов происходило во время длительных периодов испарения воды.
На озере расположено туфовое геологическое образование Trona Pinnacles.

## Климат
Среднегодичная температура составляет 19,1 °C, в год выпадает 96,3 мм осадков.

## История
Бура была впервые добыта с сухой поверхности озера в 1873 году компанией Джона Серлза «San Bernardino Borax Mining Company». В 1873 году, до того, как была построена железная дорога в Мохаве, очищенную буру везли оттуда мулы на упряжках 175 миль до гавани Сан-Педро. С 1922 по 1928 год озеро Серлс по деревянной эстакаде пересекала монорельсовая дорога Epsom Salts Monorail.
С 1941 года на озере ежегодно проводится фестиваль «Gem-O-Rama», в течение которого участники ищут в озере кристаллы различных минералов.

## Добыча минералов

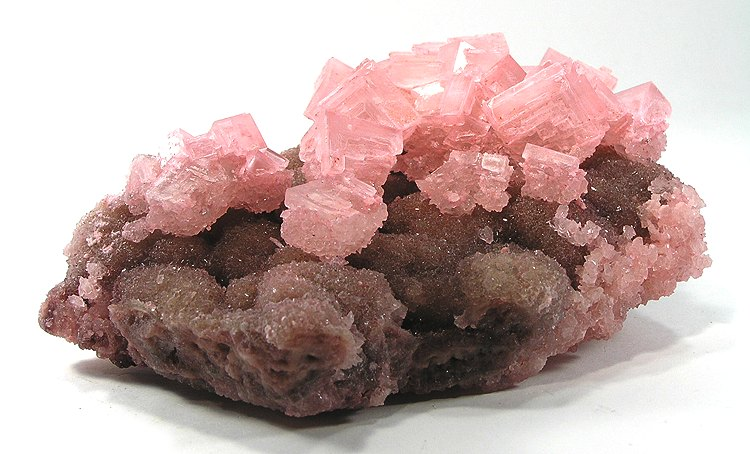
Кристаллы розового галита (каменной соли) из озера Серлс. Размер образца: 13,5 х 7,7 х 5,2 см.

В озеро Серлс находятся огромные запасы натрие- и калиесодержащих минералов — карбонатов, сульфатов, боратов и галогенидов. Для их добычи подземные естественные рассолы откачиваются из скважин, пробуреных в нескольких соляных пластах. Глубина скважин может составлять более 100 м. Сеть добывающих скважин, нагнетательных скважин, бассейнов выпаривания и трубопроводов используются для добычи и обработки рассолов.
Промышленные минералы добываются из рассолов на заводах Argus, Trona и Westend. Минералы кристаллизуют из рассолов, просеивают, промывают и сушат. Затем кристаллы прогреваются в печах, чтобы удалить молекулы воды из кристаллической структуры. Для достижения желаемого состава и плотности гранул может потребоваться рекристаллизация. Кроме того, с поверхности озера и из бассейнов получают соль.
Товары, производимые Searles Valley Minerals на своих предприятиях на озере Серлс, включают в себя буру, V-Bor (гидрат буры), борную кислоту, карбонат натрия, сульфат натрия и поваренную соль. Запасы полезных ископаемых в озере превышают четыре миллиарда тонн.

## Экология
Озеро представляет опасность для перелётных птиц. Задокументировано много случаев гибели пернатых от отравления солью или образования соляной корки на крыльях.